# Nudaria diaphana
Nudaria diaphana är en fjärilsart som beskrevs av Inoue 1961. Nudaria diaphana ingår i släktet Nudaria och familjen björnspinnare. Inga underarter finns listade i Catalogue of Life.